# Мартин А. Армстронг
Мартин Артур Армстронг (рођен 1. новембра 1949) је амерички самоуки  економски прогностичар и осуђени преступник који је провео 11 година у затвору јер је преварио инвеститоре за 700 милиона долара и утајио 15 милиона долара имовине од регулаторских органа. 